# 沙嘴街道
沙嘴街道，是中华人民共和国湖北省仙桃市下辖的一个乡镇级行政单位。

## 行政区划
沙嘴街道下辖以下地区：
王市口社区、沙嘴社区、笆篓湾社区、十一墩社区、杜柳社区、九十墩村、周榨村、骑尾村、梅湖村、金台村、万厢垸村、杨岗村、余吉村、徐台村、十全垸渔场村、刘口村、绿湾村和叶河村。